# Bulleremaeus tuberculatus
Bulleremaeus tuberculatus är en kvalsterart som beskrevs av Hammer 1966. Bulleremaeus tuberculatus ingår i släktet Bulleremaeus och familjen Cymbaeremaeidae. Inga underarter finns listade.